# Стефані Поссамаї
Стефані Поссамаї  (фр. Stéphanie Possamaï, 30 липня 1980) — французька дзюдоїстка, олімпійська медалістка.

## Виступи на Олімпіадах
| Олімпіада  | Дисципліна           | Місце |
| ---------- | -------------------- | ----- |
| Пекін 2008 | напівважка категорія | 3T    |